# باتمان وروبن (فلم)
باتمان وروبن (بالإنجليزية: Batman & Robin) هو فيلم أمريكي من إنتاج وارنر بروس وهو الجزء الرابع من سلسلة أفلام بات مان. الفيلم بطولة جورج كلوني وكريس دونيل وأرنولد شوارزنجر. صدر عام 1997م

## وصلات خارجية
- مقالات تستعمل روابط فنية بلا صلة مع ويكي بيانات